# El Luchador (Alicante)
El Luchador fue un periódico español de ideología republicana publicado en Alicante, entre 1913 y 1939. Consolidado a lo largo de su existencia como uno de los principales diarios alicantinos, continuaría editándose hasta la Guerra civil.

## Biografía
El Luchador fue fundado en Alicante en 1913 por varios jóvenes activistas republicanos, entre los que destacaban Juan Botella Pérez, Carlos Esplá y José Alonso Mallol. La primera redacción del diario estuvo situada en la trastienda propiedad de la madre de Alonso Mallol. Posteriormente el periódico quedó en manos de la familia Botella, siendo dirigido por Álvaro Botella junto con sus hermanos Fermín y Juan. Por su parte, Carlos Esplá se convertiría en uno de los principales redactores del diario a lo largo de su existencia. Desde su creación el diario tuvo una línea editorial liberal y claramente republicana.
Durante su existencia fue uno de los periódicos más leídos de Alicante, lo que lo convirtió en uno los principales diarios de la ciudad. En el contexto del republicanismo alicantino, El Luchador congregó o atrajo a muchos activistas republicanos que posteriormente destacarían durante el período de la Segunda República. En ese período el diario apoyó decididamente al Partido Republicano Radical Socialista (PRRS), el cual tenía en Alicante su principal feudo político. Posteriormente apoyaría a la Izquierda Republicana (IR) de Manuel Azaña. El periódico continuó editándose durante la Guerra Civil, aunque sufrió los efectos de la escasez de papel y la falta de financiación.
En mayo de 1938 su redacción, situada en la entonces calle Ángel Pestaña —hoy calle San Francisco—, resultó destruida durante el llamado Bombardeo del 25 de mayo. Aunque se intentó poner en marcha de nuevo su circulación a partir de septiembre de 1938, el intento acabó siendo un fracaso y el periódico desapareció definitivamente.